# Kádár (település)
Kádár románul: Cadăr, falu Romániában, a Bánságban, Temes megyében.

## Fekvése
Buziásfürdőtől délnyugatra, a Pogányos vizének bal partján fekvő település.

## Története
Kádár nevét 1717-ben említette először oklevél Kadar néven, ekkor a csákovai kerülethez tartozott és 85 házat jegyeztek fel benne.
1724-ben Kada, 1761-ben Kedár, 1808-ban Kádár, Kadariu, 1913-ban Kádár néven írták.
Kádár faluról csak a török hódoltság végéről maradtak fenn adatok, ekkor már lakott helység volt. Mercy térképén Kada, az 1761. évi hivatalos térképen pedig Kedár alakban szerepelt.
1806-ban a Duka családbeli báró Kádári Duka Péter vette meg a kincstártól, kinek örökösei 1878-ig bírták. Ekkor e birtokot báró Nikolics Mihály vette meg, aki 1882-ben az egyik részt báró Karátsonyi Katalin, báró Duka Emilnének adta el, a másik részt pedig Jellinekné Reichmann Teréznek, aki a maga részét 1886-ban Győrössy-Csepreghy Istvánnak eladta. Báró Duka Emilné részét báró Duka Géza császári és királyi követségi tanácsos, országgyűlési képviselő örökölte, aki Győrössy-Csepreghy István birtoka egy részét is megvette.
A községbeli két régi kúriát 1810-ben báró Duka Péter generális építtette, a falun kívül fekvő újabbat pedig, 1900-ban Győrössy-Csepreghy István. Mind a kettő báró Duka Gézáé lett.
A középkorban Kádár határában feküdt Péterlaka vagy Petúrlaka is, melynek  neve már az 1332-37. évi pápai tizedjegyzékben is szerepelt. 1498-ban a Fáncslakiak voltak birtokosai utánuk a Belmosericsek zálogbrtoka volt. 1529-ben a Bradács család, a 16. század közepén Nagylaki Jaksics Márk birtoka volt. A későbbiekben már nincs róla több adat, valószínűleg elpusztult.

## Nevezetességek
- Görög keleti temploma - 1904-ben épült.

## Források

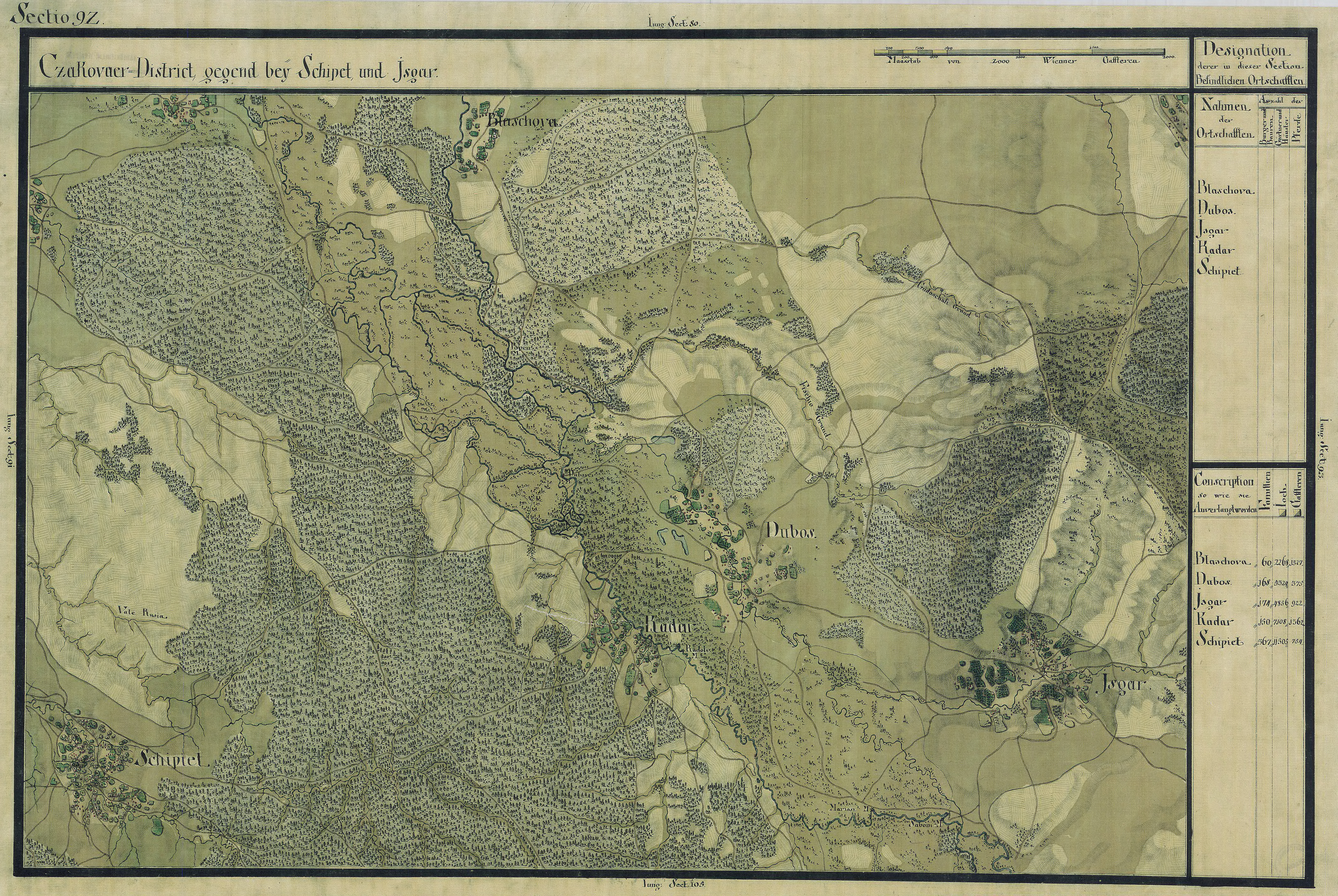
Kádár egy régi térképen